# Lista de episódios de Naruto (8.ª temporada)
Esta é uma lista de episódios da oitava temporada de Naruto. Foi exibida em 2006, compreende do episódio 179 ao 202.
| #        | Título | Estreia                |
| -------- | --- | ---------------------- |
| 179      | "A Inesquecível Canção de Ninar." "ナツヒボシ 思い出の子守唄 (Natsuhiboshi, Omoide no Komori Uta)" | 5 de Abril de 2006     |
| (Filler) | |                        |
| 180      | "Jutsu Oculto! O Jutsu Oculto! O Preço da Arte Ninja: Kujaku." "秘術 孔雀妙法の代償 (Hijutsu Kujaku Myōhō no Daishō)" | 12 de Abril de 2006    |
| (Filler) | |                        |
| 181      | "Hoshikage: A Verdade Enterrada" "星影 葬り去られた真実 (Hoshikage Hōmurisarareta Shinjutsu)" | 19 de Abril de 2006    |
| (Filler) | |                        |
| 182      | "Reencontro: O Tempo Restante." "再会 残された時間 (Saikai Nokosareta Jikan)" | 26 de Abril de 2006    |
| (Filler) | |                        |
| 183      | "A Estrela Radiante" "星は輝きを増して (Hoshi wa Kagayaki o Mashite)" | 3 de Maio de 2006      |
| (Filler) | |                        |
| 184      | "O Longo Dia de Kiba" 犬塚キバのなが〜い一日 (Inuzuka Kiba no Naga~i Ichinichi)" | 10 de Maio de 2006     |
| (Filler) | |                        |
| 185      | "A Lenda da Aldeia da Folha: O Onbaa!" "木ノ葉隠れの伝説 オンバアは実在した!! (Konohagakure no Densetsu, Onbaa wa Jitsuzai Shita!!)" | 17 de Maio de 2006     |
| (Filler) | |                        |
| 186      | "O risonho Shino" "笑うシノ (Warau Shino)" | 24 de Maio de 2006     |
| (Filler) | |                        |
| 187      | "Aberto para Negócio! O Serviço de Mudanaçs da Aldeia da Folha." "開業!!木ノ葉引越センター (Kaigyō!! Konoha Hikkoshi Sentā)" | 31 de Maio de 2006     |
| (Filler) | |                        |
| 188      | "O Mistério dos Mercadores Perseguidos." "不可解 狙われた行商人 (Fukakai, Nerawareta Gyōshōnin)" | 7 de Junho de 2006     |
| (Filler) | |                        |
| 189      | "Um Ilimitado Carregamento de Armas Ninjas" "地下水 無尽蔵の忍具 (Chikasui Mujinzou no Ningu)" | 14 de Junho de 2006    |
| (Filler) | |                        |
| 190      | "O Byakugan vê o Ponto Cego!" "白眼は見た！磁気使いの死角 (Byakugan wa Mita! Jiki Tsukai no Shikaku)" | 21 de Junho de 2006    |
| (Filler) | |                        |
| 191      | "Previsão: Morte! Céu Nublado com chance de Sol!!" "死の宣告“くもり時々晴れ” (Shi no Senkoku "Kumori Tokidoki Hare")" | 28 de Junho de 2006    |
| (Filler) | |                        |
| 192      | "Ino Grita! Paraíso da Gordura!" "いの絶叫! ポッチャリ♥パラダイス (Ino" | 5 de Julho de 2006     |
| (Filler) | |                        |
| 193      | "O Desafio Dojo! A Juventude Tem Tudo a Ver com Paixão!" "ビバ道場破り! 青春はバクハツだ (Biba Dōjōyaburi! Seishun wa Bakuhatsu da)" | 12 de Julho de 2006    |
| (Filler) | |                        |
| 194      | "A Misteriosa Maldição do Castelo Mal Assombrado." "怪奇 呪われた幽霊城 (Kaiki, Norowareta Yureishiro)" | 19 de Julho de 2006    |
| (Filler) | |                        |
| 195      | "A Terceira Super-Besta!" "第三の超獣 最大のライバル (Daisan no Chōjū, Saidai no Raibaru)" | 26 de Julho de 2006    |
| (Filler) | |                        |
| 196      | "Confrontração de Sangue Quente: Aluno contra Sensei" "涙の激突! 熱血師弟対決 (Namida no Gekitotsu! Nekketsu Shitei Taiketsu)" | 9 de Agosto de 2006    |
| (Filler) | |                        |
| 197      | "Crise: A Reunião dos 11 da Folha!" "大ピンチ! 木の葉の11人全員集合 (Daipinchi! Konoha no Jūichi Nin Zen'in Shūgō)" | 16 de Agosto de 2006   |
| (Filler) | |                        |
| 198      | "Os ANBUs Desistem? As Lembranças de Naruto" "暗部もお手上げ ナルトの記憶 (ANBU mō Teage, Naruto no Kioku)" | 23 de Agosto de 2006   |
| (Filler) | |                        |
| 199      | "O Erro do Alvo" "的外れ 見えてきた標的 (Matohazure, Mietekita Hyōteki)" | 30 de Agosto de 2006   |
| (Filler) | |                        |
| 200      | "O Ajudante Poderoso" "現役バリバリ 最強の助っ人 (Gen'eki Baribari, Saikyō no Suketto)" | 13 de Setembro de 2006 |
| (Filler) | |                        |
| 201      | "Múltiplas Armadilhas! A Contagem Regressiva para a Destruição" "多重トラップ 崩壊のカウントダウン (Tajū Torappu, Hōkai no Kauntodaun)" | 20 de Setembro de 2006 |
| (Filler) | |                        |
| 202      | "As 5 melhores batalhas Ninja!" "本日発表!「忍者たちの汗と涙の名勝負ベスト5! お楽しみの番外編もあるってばよ」スペシャル (Honjitsu Happyō! "Ninjatachi no Ase to Namida no Meishōbu Besuto 5! Otanoshimi no Bangai hen Moaruttebayo" Supesharu)" | 27 de Setembro de 2006 |
| (Filler) | |                        |